# Dominacja wierzchołkowa
Dominacja wierzchołkowa – zjawisko ograniczania rozwoju pąków bocznych przez wierzchołek wzrostu pąka wierzchołkowego. W efekcie pąki boczne pozostają w stanie uśpienia. Usunięcie wierzchołka pędu głównego prowadzi do ustąpienia stanu spoczynku w pąkach bocznych i wykształcenia pędów bocznych. Zjawisko jest jedną z obserwowanych u roślin korelacji wzrostowych.

## Mechanizm zjawiska

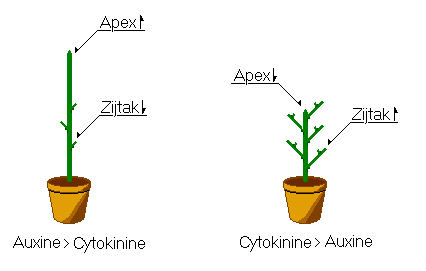
Schemat obrazujący wpływ równowagi auksyna/cytokinina na dominację wierzchołkową

Za istnienie dominacji wierzchołkowej odpowiedzialne są głównie hormony roślinne – auksyny. Są one wytwarzane w merystemie wierzchołkowym pędu głównego i przemieszczane bazypetalnie – w stronę korzenia. Udział auksyn został potwierdzony doświadczeniami z umieszczaniem w miejscu usuniętego wierzchołka wzrostu bloczka agarowego zawierającego auksynę lub jej pozbawionego. Bloczek agarowy z auksyną zastępuje merystem wierzchołkowy i powstrzymuje rozwój pąków bocznych. Wysokie stężenie auksyn powoduje hamowanie rozwoju pąków bocznych. Dokładne działanie tego hormonu nie jest w pełni wyjaśnione. Teoria „żywieniowa” tłumaczy hamowanie wzrostu pąków bocznych kierowaniem substancji odżywczych do pąku szczytowego. Pąki boczne nie rozwijają się w wyniku pozbawienie substancji odżywczych. Ich dopływ jest ograniczony przez słabo rozwinięte wiązki przewodzące. Usunięcie pąka głównego stymuluje rozwój wiązek przewodzących w pąkach bocznych. Teoria „hormonalna” tłumaczy zahamowanie rozwoju pąków bocznych nadmiarem auksyn, które przemieszczając się bazypetalnie wnikają do pąków bocznych. Rozważany jest także pośredni wpływ auksyn poprzez stymulację inhibitora korelacyjnego, którym mogłoby być kwas abscysynowy i etylen. Wzrost pąków zachodzi przy właściwym stężeniu auksyn, giberelin i cytokinin. Możliwe, że obie teorie są prawdziwe i zgodne. Transport substancji odżywczych może zachodzić do miejsc, gdzie w zwiększonych ilościach występują cytokininy, auksyny i gibereliny.

## Kontrola wierzchołkowa
Dominacja wierzchołkowa (ang. apical dominance) zwykle odnosi się jedynie do  zjawiska obserwowanego u roślin zielnych. W przypadku roślin drzewiastych teoria ma zastosowanie wobec siewek do jednego roku. U starszych roślin drzewiastych występuje zjawisko kontroli wierzchołkowej (ang. apical control) obejmujące procesy fizjologiczne wpływające na ukształtowanie korony drzewa.